# Drăgăneasa
Drăgăneasa – wieś w Rumunii, w okręgu Prahova, w gminie Provița de Jos. W 2011 roku liczyła 1015 mieszkańców.